# Acentuación (música)
La acentuación constituye uno de los elementos de la expresión musical. Así como ocurre en el lenguaje que ciertas frases, palabras o sílabas deben decirse o escribirse de una determinada manera para expresar diferentes sentidos; en la música determinadas notas en la frase musical deben enfatizarse para lograr ciertos efectos, según se disponga en la pieza musical.
Un acento en música es un énfasis o relieve que se aplica en un determinado sonido, ya sea bajo la forma de nota o de acorde, ya sea como resultado de su contexto o específicamente indicado por un signo de acento.

## Descripción
La acentuación musical se suele percibir auditivamente como una sensación de apoyo o de descarga de energía. Contribuye a la articulación y la prosodia de la interpretación de una frase musical. 
Esta acentuación o acento se indica por medio de diversos signos y términos. En notación musical un acento es un signo que indica que una nota debe ser interpretada con mayor intensidad que las que hay a su alrededor. Es decir, que audiblemente debe destacarse de notas no acentuadas. También puede denominarse acento a la nota acentuada en sí.

## Tipos
Los acentos pueden ser de diversos tipos en función del factor que determine la percepción del acento. Estos factores pueden ser relativos al ritmo, a la altura, a la intensidad o a la duración de la música.

### Acento métrico
El acento métrico es aquel inherente a la organización rítmica de la música y consiste en el aumento de la intensidad rítmica de un compás musical determinado. Generalmente, aunque no siempre, este acento posicional se produce a intervalos regulares en la notación musical y en la interpretación, dando lugar a una métrica concreta. El acento recae sobre el primer tiempo de cada compás. A su vez, dentro del compás hay subacentos que se ubican en el comienzo de cada tiempo. En el caso del compás cuaternario un acento semifuerte recae sobre el tercer tiempo, que debe ejecutarse moderadamente acentuado.
Los acentos que no se corresponden con el tiempo fuerte del ritmo predominante, se dice que están sincopados.

### Acento tónico
Un acento tónico es un énfasis en una nota que consiste en que el sonido sea de mayor altura en comparación con el resto de notas.
Este tipo de acento se ha aplicado en la poesía y la prosa de lenguas como el griego antiguo, haciendo énfasis en la sílaba acentuada elevando el tono de voz al pronunciarla. Por esta razón, en literatura este acento recibe denominaciones como acento tónico, musical, de altura, cromático o melódico.

### Acento agógico
Un acento agógico es un énfasis en una nota que se basa en que el sonido sea de mayor duración en comparación con el resto de notas. Este tipo de acento se pone de relieve en piezas escritas en ritmos no uniformes o ritmo libre.
Hay cuatro clases de acento agógicos:
- Una mayor duración de una nota. Por ejemplo una blanca entre las notas negras.
- Una mayor duración de una nota con su valor de tiempo completo, sin alterar el tempo. Por ejemplo, los intérpretes de órgano y clave, que no permiten el uso de acentos dinámicos, puede enfatizar una de una secuencia de notas negras en staccato convirtiéndola en menos staccato.
- Una mayor duración de una nota con el efecto de la ralentización del ritmo.
- El ataque retardado de una nota.

### Acento dinámico
Un acento dinámico es un énfasis en una nota que se basa en que el sonido sea de mayor intensidad en comparación con el resto de notas, por lo general más pronunciada en el ataque del sonido. Son sonidos más fuertes que no coinciden necesariamente con el acento métrico y que el compositor ubica a conveniencia. Estos acentos se representan mediante diversos signos que se colocan en la partitura por encima o por debajo de la nota (ver Figura 1). 

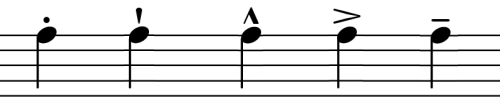
Figura 1. Staccato, staccatissimo, marcato, acento y tenuto.

El acento de intensidad sustituyó al acento prosódico a partir del siglo III en la música bizantina y a partir del siglo IV en la música de la Antigua Roma.
En notación musical un acento indica que hay que aplicar una dinámica fuerte a una sola nota o un signo de articulación. El acento horizontal es el más común, el cuarto símbolo en la ilustración anterior, lo que es el símbolo que la mayoría de los músicos quieren decir cuando dicen signo de acento. El acento vertical, en tercer lugar en el esquema, puede interpretarse más fuerte o más débil que el acento horizontal. Los compositores nunca han llevado a cabo un empleo consistente de esos signos. En la mayoría de las obras musicales de este tipo de acento está destinado a ser ejecutado con más fuerza y por lo general más corto. El resto de signos suelen acortar la nota.

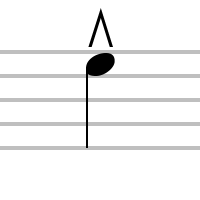
Figura 2. Marcato.

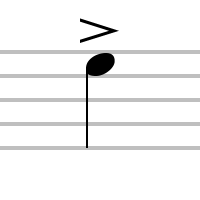
Figura 3. Acento.

- Staccato, indica que la última parte de una nota debe ser silenciada para crear separación entre esa nota y la siguiente.[8] La duración de una nota en staccato puede ser aproximadamente la mitad, siempre y cuando la figura musical lo indique, aunque el tempo así como el criterio de los intérpretes hacen que varíe un poco.[9][10]
- Staccatissimo, se interpreta generalmente como más corto que el staccato. Aunque los compositores hasta la época de Mozart utilizaban ambos símbolos indistintamente. Una negra en staccatissimo se interpretaba en música tradicional como una semicorchea ligeramente articulada seguida por los silencios que llenan el resto de los pulsos.[9][10]
- Marcato, con forma de cuña abierta vertical (ver Figura 2), es aún más fuerte o más marcado que un signo de acento normal.[11]
- Acento, con forma de cuña abierta horizontal (ver Figura 3), indica que la nota a la que afecta debe tener un énfasis inicial y luego disminuir con bastante rapidez. Este signo es conocido por los músicos de formación clásica como marcato, aunque por lo general se refiere simplemente como un acento.[3][4]
- Tenuto, que puede tener tres significados. Puede indicar que una nota o acorde se va a tocar en toda su duración o más, que una nota o acorde se va a interpretar un poco más fuerte, o bien que una nota debe separarse con una breve pausa de las notas circundantes.[5] Este último significado se suele inferir cuando aparecen varias notas seguidas con signos de tenuto, especialmente bajo una ligadura de expresión.[12]

Aun cuando estos símbolos están ausentes, los músicos experimentados introducirán el gesto apropiado de acuerdo con el estilo de la música.

## Anti-acentos
La música para percusión en especial hace uso de signos como los anti-acentos que son anotados de la siguiente forma: 
- ˘: con un signo de breve sobre la cabeza de la nota, indica que debe tocarse ligeramente más suave que las notas cercanas.
- ( ): con la cabeza de la nota entre paréntesis, quiere decir que se toca significativamente más suave que las notas cercanas.

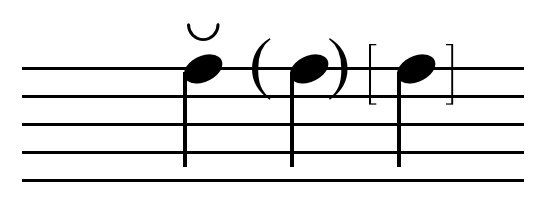
Figura 4. Anti-acentos.

- [ ]: con la cabeza de la nota entre corchetes, significa que se interpretará mucho más suave que las notas cercanas.